# オー・ルーシー!
『オー・ルーシー!』（OH LUCY!）は、2017年製作で、日本では2018年4月28日に公開された日米合作映画。英会話教室の米国人講師に恋をした43歳のOLが彼を追って訪れたアメリカで巻き起こす騒動を、ユーモアとペーソスを交えつつ描く。
平栁敦子監督が2014年に桃井かおり主演で製作した同名短編映画をもとに新たな物語を書き加えて長編化した脚本が2016年のサンダンス・NHK国際映像作家賞でNHK賞を受賞して製作された。
2017年9月16日にNHK総合にてテレビ放送用に73分に再編集されたドラマ版が劇場公開に先立って放送された。

## 概要
ニューヨーク大学大学院映画学科シンガポール校の2年時に制作した短編映画「もう一回」（2012年）が「ショートショートフィルムフェスティバル&アジア」でグランプリを受賞したのを機に、主人公のイメージとしていた桃井かおりにオファーして、卒業作品となる短編映画「Oh Lucy!」を制作。同短編がアメリカの「サンダンス映画祭2015」のインターナショナルフィクション部門において最優秀賞を受賞して、エージェントから長編映画化のオファーを受けた。資金繰りに難航する中、脚本の段階にて2016年の「サンダンス・インスティテュート/NHK賞」を受賞して、長編映画化か進展することとなった。
長編では短編の主人公・節子がその後どうなったかが描かれ、長編の冒頭の20分が短編に相当する。長編化にあたって節子の設定年齢を50代から40代に変更し、短編のコメディ要素に加えて長編では人間の内面の弱さや醜さも描くことから、寺島しのぶが適任としてキャスティングされた。

## 物語
中年OLの節子は面倒なことを嫌い、一切変化のない生活を送っていたが、ある日、姪の美花が授業料を払ったが行けなくなった英会話教室に、代わりに通ってほしいと頼み込まれる。節子が雑居ビルにあったその教室を訪ねると、そこに待っていた米国人教師ジョンは彼女を熱いハグで迎える。金髪のカツラと「ルーシー」の呼び名を与えられた節子は、すっかりジョンの虜となってしまい、前払いで授業料を払って英会話教室に通う事になる。
しかし、節子はジョンの突然の帰国を知ることになる。節子が落胆している中、美花とジョンがキスをしてタクシーに乗る場面を目撃し、美花がジョンとアメリカで暮らすために彼女から授業料を騙し取られたことを悟る。同じく「トム」の名をもらった級友の小森とともに途方に暮れる彼女は、苛立つ気持ちのまま会社の送別会で退職する同僚に暴言を浴びせる。すっかり居場所のなくなった彼女は、美花から届いたポストカードに住所が書かれていたことで、有給休暇を利用してアメリカに渡りジョンを追うことを決意した。だが、その旅に無理やり美花の母で節子の姉の綾子が同行を申し出る。
ロサンゼルスのジョンの家を訪ねると、美花は彼と別れてすでに不在状態だった。彼女を失って困窮するジョンだったが、お構いなしに節子はハグを求め唇を重ねる。サンディエゴに娘がいると知った綾子はふたりを焚きつけて追跡に出るが、我関せずとばかりに節子はジョンと抱き合うのだった。ほどなくサンディエゴで3人に合流した美花は、もとより冒険とは無縁なはずの節子がジョンと同衾したことを知り、掴みかかろうとして崖から落下する。命は助かったものの、綾子はあまりのことに節子と絶縁し、姪の事故など知らぬ存ぜぬで体を求めてくる節子に呆れ果てたジョンは彼女のもとを去った。
傷心の節子は日本に帰国したが、仕事に行くと異動を通告される。節子は会社を辞めて帰宅後に睡眠薬をあおったが、小森が節子の家を訪ねてきたことで一命を取り止めた。

## 登場人物
- 節子／ルーシー：寺島しのぶ
- 綾子：南果歩
- 美花：忽那汐里
- 小森／トム：役所広司
- ジョン：ジョシュ・ハートネット
- 部長：井上肇
- 佳子：山口みよ子
- 若いOL・1：柳生みゆ
- 若いOL・2：加弥乃
- サクラ：大後寿々花
- 自殺する男：大和屋ソセキ
- ジョンの元妻 ケイ：レイコ・エイルスワース

## スタッフ（映画）
- 監督：平栁敦子
- 脚本：平栁敦子、ボリス・フルーミン
- プロデューサー：ハン・ウェスト、木藤幸江、ジェシカ・エルバーム、平栁敦子
- エグゼクティブ・プロデューサー：メイリン・チュー、ラズミッグ・ホバギミアン、ウィル・フェレル、アダム・マッケイ
- 制作統括：土屋勝裕（NHK）
- 撮影：パウラ・フイドブロ
- 編集：ケイト・ヒッキー
- 美術：安宅紀史、ジェイソン・フーガード
- スタイリスト：宮本まさ江
- 助監督 - 高土浩二
- 音楽：エリック・フリードランダー
- 共同制作：Meridian Content（アメリカ）

## 作品の評価
2017年には第70回カンヌ国際映画祭批評家週間で上映され、第33回インディペンデント・スピリット賞では新人作品賞、主演女優賞にノミネートされた。

### 受賞歴
短編
- 第67回カンヌ国際映画祭2014　シネフォンダシオン部門 第2位
- 第39回トロント国際映画祭2014 インターナショナル短編部門 審査員賞
- 第31回サンダンス映画祭2015 短編フィクション部門 最優秀賞

長編
- サンダンス・インスティテュート/NHK賞2016
- 第2回マカオ国際映画祭 アップ・ネクスト・アワード（忽那汐里）
- 第18回ニッポン・コネクション ニッポン・シネマ賞

## テレビドラマ
国際共同制作ドラマ『OH LUCY!（オー・ルーシー!）』として、 NHK総合にて2017年9月16日の21時1分から22時14分に放送された。全1回。

### キャスト
- 寺島しのぶ
- 南果歩
- 忽那汐里
- 役所広司
- ジョシュ・ハートネット

- 井上肇
- 山口みよ子
- 加弥乃
- 柳生みゆ
- 大後寿々花
- 大和屋ソセキ
- 宮川浩明
- 佐藤孝哲
- リズ・ボルトン
- ステファニーA
- ミーガン・ムラリー
- ニック・グレーサー
- カルバン・ウインブッシュ
- トッド・ジーベンヘイン
- トレイ・ヘール

### スタッフ（テレビドラマ）
- 作・演出 - 平栁敦子
- 制作統括 - 土屋勝裕（NHK）、松平保久
- プロデューサー - 木藤幸江、ハン・ウェスト、ジェシカ・エルバーム、平栁敦子
- 撮影 - パウラ・フイドブロ
- 照明 - 川邉隆之、エリック・フォルソム
- 音声 - 日下部雅也、マシュー・サンチェス
- 美術 - 安宅紀史
- スタイリスト - 宮本まさ江
- メイク - 新井はるか、松本安芸子
- 助監督 - 高土浩二
- 記録 - 中村愛由美
- 編集 - 江川雅美
- 共同脚本 - ボリス・フルーミン
- 日本語字幕 - 伊原奈津子
- 音楽プロデューサー - マニシュ・ラヴァル、トム・ウルフ
- 音楽 - エリック・フリードランダー
- 共同制作 - Meridian Content（アメリカ）
- 制作 - NHKエンタープライズ
- 制作・著作 - NHK